# Mbéré
Lo Mbéré è un fiume dell'Africa centrale; è uno dei rami sorgentiferi del Logone.

## Descrizione
Nasce a nord di Meiganga nella regione degli altopiani del Camerun, sull'altopiano di Baia, a un'altitudine di circa 1100 m. Scorre principalmente in direzione est/nord-est attraverso il parco nazionale della valle dello Mbéré. Dopo aver ricevuto le acque dello Ngou, lo Mbéré segna prima il confine tra il Camerun e la Repubblica Centrafricana e successivamente il confine tra il Camerun e il Ciad. Si unisce al Vina 30 km a nord della triplice frontiera, al confine tra Ciad e Camerun.

## Denominazione
La nomenclatura dei fiumi della regione varia a seconda delle fonti. In alcuni casi, lo Mbéré viene equiparato al Logone Occidentale, che si unisce al Pendé formando il Logone. Su altre mappe questo fiume cambia nome in Logone Occidentale dopo la confluenza con il Vina. Di conseguenza, le fonti indicano un bacino idrografico di 21.360 km² e una portata di 346 m³/s nel primo caso e, rispettivamente, di 7430 km² e 114 m³/s nel secondo.

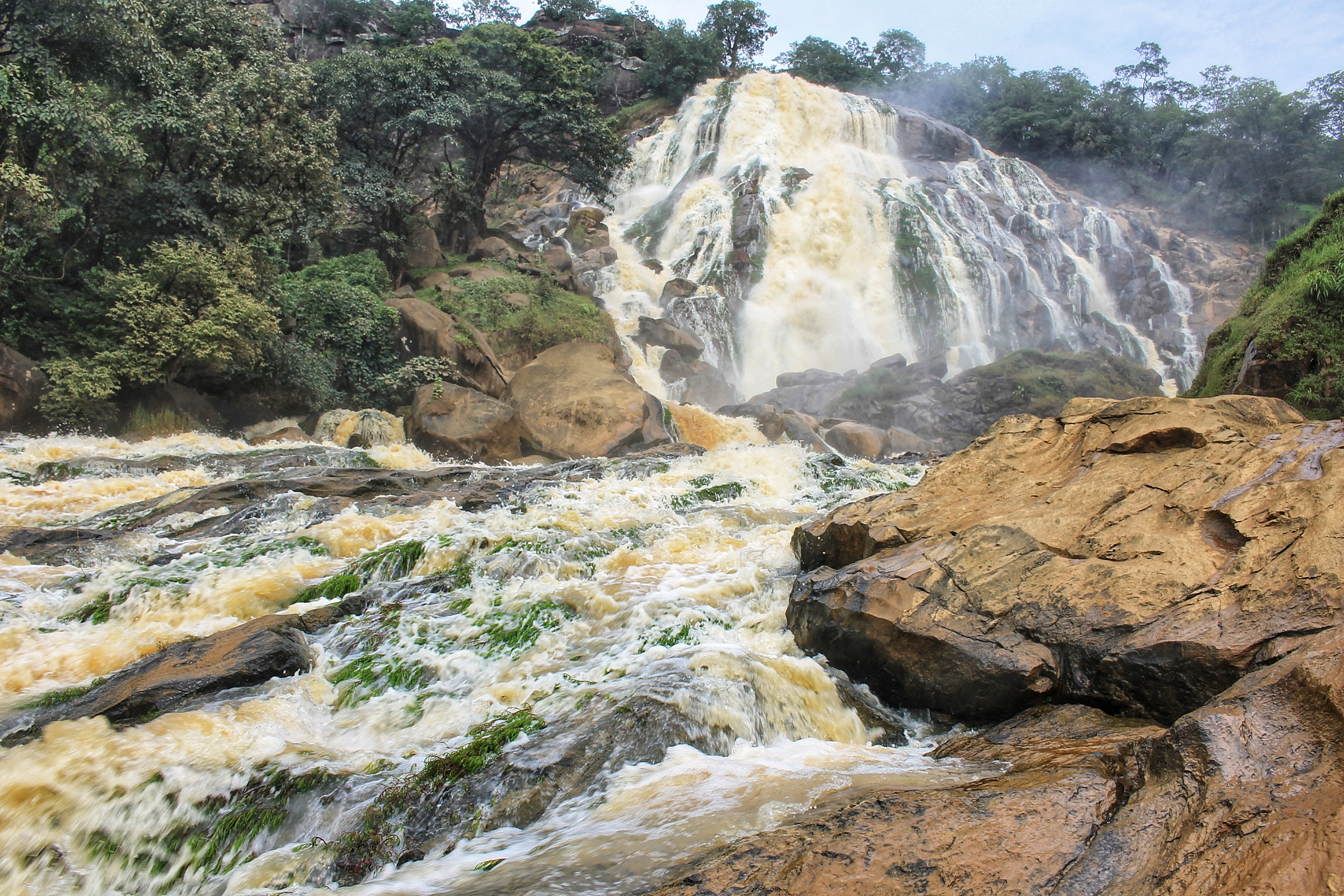
Le cascate Lancrenon a Yamba, nell'Adamaoua.

## Idrometria
La portata del fiume è stata misurata in m³/s presso la stazione di Mbéré.